# Baronia (Anacardiaceae)
Baronia é um género botânico pertencente à família Anacardiaceae.